# Michael Molterer
Michael „Molti“ Molterer (* 29. Juli 1989 in St. Pölten) ist ein österreichischer Schauspieler, Model, Sänger und Gewichtheber. Er wurde als Molti durch die Sendung Saturday Night Fever – So feiert Österreichs Jugend bekannt.

## Leben und Karriere
Michael Molterer übt den Beruf eines Telekommunikationstechnikers aus.
Nebenbei arbeitet er als Model und erreichte den 15. Platz bei der Sendung Austria’s Next Topmodel, die ab Herbst 2014 ausgestrahlt wurde.
Er trat ab 2010 im ATV-Reality-TV-Format Saturday Night Fever – So feiert Österreichs Jugend auf und wurde dadurch bekannt.
2010 nahm er als Mitglied der Gruppe Molti, Spotzl, Pichla, Eigi (bzw. M.S.P.E.) die Single Vollgas auf, die die österreichischen Charts erreichte. Am 22. April erschien ein Musikalbum der Gruppe beim Label MR Recordings (im Vertrieb von EMI). Das Album erreichte Platz 50 der österreichischen Charts.
Zu Halloween 2012 kam der Film Friday Night Horror in die österreichischen Kinos, in dem er mit drei weiteren Jugendlichen aus der TV-Sendung namens „Spotzl“, „Eigi“ und „Pichler“ eine der Hauptrollen spielte.
Michael Molterer ist Staatsmeister 2014 im Gewichtheben in der Gewichtsklasse bis 77 kg.